# Équipe de Tchéquie de football au Championnat d'Europe 2008
Cet article relate le parcours de l’équipe de Tchéquie de football lors du championnat d'Europe de football 2008 qui a lieu du 7 au 29 juin 2008 en Autriche et en Suisse.

## Préparation
- Tchéquie -  Lituanie : 2-0
- Tchéquie -  Écosse : 3-1

## Maillot
Pour le Championnat d'Europe de football 2008, c'est Puma qui fut choisi pour confectionner le maillot de cette équipe.
| Couleurs | Rouge     |
| Marque   | Puma      |
| Domicile | Extérieur |

## Effectif
Liste des 23 joueurs sélectionnés pour l'Euro 2008.
| Numéro / Nom       | Numéro / Nom      | Équipe actuelle     | Date de naissance | J.              | Buts            |                 |                 |                 |
| Gardiens de but    | Gardiens de but   | Gardiens de but     | Gardiens de but   | Gardiens de but | Gardiens de but | Gardiens de but | Gardiens de but | Gardiens de but |
| ------------------ | ----------------- | ------------------- | ----------------- | --------------- | --------------- | --------------- | --------------- | --------------- |
| 1                  | Petr Čech         | Chelsea             | 28.03.1985        | 1               | 0               | 0               | 0               | 0               |
| 16                 | Jaromír Blažek    | 1. FC Nuremberg     | 18.03.1980        | 0               | 0               | 0               | 0               | 0               |
| 23                 | Daniel Zítka      | RSC Anderlecht      | 31.12.1972        | 0               | 0               | 0               | 0               | 0               |
| Défenseurs         |                   |                     |                   |                 |                 |                 |                 |                 |
| 2                  | Zdeněk Grygera    | Juventus            | 14.12.1979        | 1               | 0               | 0               | 0               | 0               |
| 5                  | Radoslav Kováč    | FK Spartak Moscou   | 17.08.1977        | 1               | 0               | 0               | 0               | 0               |
| 6                  | Marek Jankulovski | Milan AC            | 15.05.1981        | 1               | 0               | 0               | 0               | 0               |
| 12                 | Zdeněk Pospěch    | FC Copenhague       | 18.04.1983        | 0               | 0               | 0               | 0               | 0               |
| 13                 | Michal Kadlec     | AC Sparta Prague    | 11.07.1979        | 0               | 0               | 0               | 0               | 0               |
| 18                 | Tomáš Sivok       | AC Sparta Prague    | 11.08.1980        | 0               | 0               | 0               | 0               | 0               |
| 21                 | Tomáš Ujfaluši    | ACF Fiorentina      | 18.03.1977        | 1               | 0               | 0               | 0               | 0               |
| 22                 | David Rozehnal    | Lazio Rome          | 01.01.1972        | 1               | 0               | 0               | 0               | 0               |
| Milieux de Terrain |                   |                     |                   |                 |                 |                 |                 |                 |
| 3                  | Jan Polák         | RSC Anderlecht      | 18.02.1973        | 1               | 0               | 0               | 0               | 0               |
| 4                  | Tomáš Galásek     | 1. FC Nuremberg     | 23.06.1976        | 1               | 0               | 0               | 0               | 0               |
| 7                  | Libor Sionko      | FC Copenhague       | 13.06.1980        | 1               | 0               | 0               | 0               | 0               |
| 11                 | Stanislav Vlček   | RSC Anderlecht      | 20.06.1987        | 1               | 0               | 0               | 0               | 0               |
| 14                 | David Jarolím     | Hambourg SV         | 01.04.1983        | 1               | 0               | 0               | 0               | 0               |
| 17                 | Marek Matějovský  | Reading             | 10.03.1982        | 0               | 0               | 0               | 0               | 0               |
| 19                 | Rudolf Skácel     | Hertha BSC Berlin   | 27.07.1979        | 0               | 0               | 0               | 0               | 0               |
| 20                 | Jaroslav Plašil   | Osasuna Pampelune   | 10.09.1983        | 1               | 0               | 0               | 0               | 0               |
| Attaquants         |                   |                     |                   |                 |                 |                 |                 |                 |
| 8                  | Martin Fenin      | Eintracht Francfort | 14.03.1979        | 0               | 0               | 0               | 0               | 0               |
| 9                  | Jan Koller        | 1. FC Nuremberg     | 19.12.1987        | 1               | 0               | 0               | 0               | 0               |
| 10                 | Václav Svěrkoš    | FC Baník Ostrava    | 01.11.1983        | 1               | 1               | 0               | 0               | 0               |
| 15                 | Milan Baroš       | Portsmouth          | 28.10.1981        | 0               | 0               | 0               | 0               | 0               |
| Sélectionneur      |                   |                     |                   |                 |                 |                 |                 |                 |
|                    | Karel Brückner    |                     | 24.01.1952        |                 |                 |                 |                 |                 |

## Staff

### Sélectionneur
- Karel Brückner

## Résultats (premier tour: groupe A)
| Date         | Équipe 1 | Équipe 2 | Résultat | Buteurs                                                       |
| 7 juin 2008  | Suisse   | Tchéquie | 0 - 1    | Svěrkoš (70e)                                                 |
| 11 juin 2008 | Tchéquie | Portugal | 1 - 3    | Sionko (17e) \| Deco (8e), Ronaldo (64e), Quaresma (90+1re)   |
| 15 juin 2008 | Tchéquie | Turquie  | 2 - 3    | Koller (34e), Plašil (62e) \| Turan (75e), Kahveci (87e, 89e) |

La Tchéquie est éliminée dès le premier tour à la suite de sa défaite face à la Turquie alors qu'elle menait 2-0 à la 75e minute. C'est une grande déception pour l'équipe menée par Karel Brückner qui termine troisième du groupe A devant la Suisse avec une victoire seulement et 6 buts encaissés pour 4 marqués.

## Séjour
La délégation tchèque Dorint Sofitel de Seefeld en Autriche. Les joueurs s'entraînent au Sportzentrum Seefeld.